# Psychotria sanblasensis
Psychotria sanblasensis är en måreväxtart som beskrevs av Charlotte M. Taylor. Psychotria sanblasensis ingår i släktet Psychotria och familjen måreväxter. Inga underarter finns listade i Catalogue of Life.